# DTX規格

ATX、µATX、DTX、mini-ITX 與 mini-DTX 比較

DTX是由AMD所提倡之主機板規格，發佈於2007年1月10日。DTX規格尺寸為203毫米×244毫米，適用於迷你、HTPC及Barebone電腦。AMD表示DTX為開放規格，且可向後兼容ATX機箱規格。DTX規格同時擁有另一款較小型的變種，稱為Mini-DTX。其印刷電路板較細小，而尺寸為203毫米×170毫米。
DTX主機板規格提供最多兩組擴展插槽（大多為PCI Express及PCI），位置與ATX規格及Micro-ATX主機板規格相同。另外，DTX規格同時可提供非必需的ExpressCard插槽。
和Intel提倡的ATX、BTX不同，DTX的「D」並沒有特別意思。

## 比較
簡單來說，DTX 是變短了的 Micro-ATX 或 ATX。Micro-ATX 和 ATX 主機板分別最多有四條或七條插槽，DTX 則最多只有兩條。這種概念與市售專屬設計的準系統電腦（如浩鑫電腦出品的 XPC）相似。Mini-DTX 同樣最多設有兩條插槽，但縮窄至與 Mini-ITX 一樣。這樣使得 Mini-DTX、DTX 主機板可以用於一般 Micro-ATX 和 ATX 機箱；而 Mini-ITX 主機板可以用於 Mini-DTX、DTX 機箱。
| 規格     | 年份 | 尺寸                        | 擴充槽數目 |
| -------- | ---- | --------------------------- | ---------- |
| ATX      | 1995 | 12乘9.6英寸（305乘244 mm）  | 7          |
| microATX | 1997 | 9.6乘9.6英寸（244乘244 mm） | 4          |
| DTX      | 2007 | 8乘9.6英寸（203乘244 mm）   | 2          |
| mini DTX | 2007 | 8乘6.7英寸（203乘170 mm）   | 2          |
| Mini-ITX | 2001 | 6.7乘6.7英寸（170乘170 mm） | 1          |

## 好處
DTX規格可以讓主機板廠商降低生產成本。
原因如下：
- 每塊原印刷電路板可以分割出最多四塊DTX規格主機板
- 每塊原印刷電路板可以分割出最多六塊Mini-DTX規格主機板
- DTX規格主機板可以使用最少四層印刷電路板生產
- 由於DTX規格主機板可向後兼容ATX規格，主機板廠商只需輕微調整生產線即可轉為生產DTX規格主機板

而且當DTX失敗時，其產品仍可以使用其他規格的名義出售。

## 外部鍵接
- DailyTech report
- AMD Press Release（页面存档备份，存于）
- Mini-DTX 主機板
- Official website
- Press Release（页面存档备份，存于）